# Sylvia Löhrmann
Sylvia Löhrmann (Essen, 1º marzo 1957) è una politica tedesca, membro di Alleanza 90/I Verdi.

## Biografia

### Formazione e attività professionale
Ha studiato all'Università della Ruhr a Bochum e divenne insegnante nel 1984.

### Entrata e ascensione in politica
Membro dei Verdi dal 1985, è stata eletta nel consiglio comunale di Solingen nel 1989 ed è stata eletta per il Landtag della Renania Settentrionale-Vestfalia per sei anni.
Dopo essere stata segretaria generale del gruppo parlamentare ambientalista tra il 1998 e il 1999, ha preso la presidenza dal 2000.

### Ministro dell'istruzione del Land
Durante le elezioni regionali del 9 maggio 2010, è la leader di Alleanza 90/I Verdi, che ha ottenuto il 12,1% dei voti e 23 su 181, il punteggio più alto dello Stato. Quindi negozia la formazione di un governo di minoranza di sinistra con l'SPD di Hannelore Kraft e tollerato da Die Linke.
Il 15 luglio, Sylvia Löhrmann viene nominata Vice Ministro presidente, Ministro dell'Istruzione e della Formazione Professionale presso il primo gabinetto di coalizione di minoranza di Kraft.
Dopo che il Landtag ha respinto il progetto di legge di bilancio nel marzo 2012, si tengono le elezioni regionali anticipate per il 6 maggio successivo. Il risultato degli ecologisti è in calo con l'11,3% dei voti e 29 deputati su 237. Si rinnova in pieno delle sue funzioni il 21 giugno nel secondo governo di coalizione di maggioranza di Kraft.
In seguito alla sconfitta del Partito Verde nelle elezioni regionali del 2017, Löhrmann non è più membro del governo dello stato e rassegna le dimissioni dal suo seggio parlamentare.

### Vita privata
Sylvia Löhrmann vive a Solingen insieme al suo partner di lunga data Reiner Daams, che dal 2005 è a capo dell'Unità nel dipartimento per lo sviluppo abitativo, l'alloggio e lo sviluppo degli insediamenti nel Ministero degli affari economici, dell'energia, dell'edilizia, dell'alloggio e dei trasporti. Dopo 26 anni, si sono sposati il 29 marzo 2016 a Telgte.